# 김강근
김강근(金江根, 1979년 8월 28일 ~ )은 대한민국의 바둑 기사이다.

## 약력
권갑용 문하에서 바둑을 배웠으며 1995년 입단했다. 1996년 제2기 테크론배 프로기전과 제2기 SK가스배 신예프로10걸전 본선에 진출했다. 1998년 2단으로 승단했고 1999년 제9기 신인왕전 본선에 진출했다. 2000년 3단으로 승단했고 2001년 제1기 KT배 마스터스 프로기전 본선에 올랐다. 2002년 4단 승단에 이어 제6기 SK가스배 신예프로10걸전과 제21기 KBS바둑왕전 본선에 진출했다. 2007년 6단을 거쳐 2011년 7월에 7단으로 승단하였다. 2007년 제41회왕위전 본선과 제51회 국수전 본선, 2010년 제6회 한국물가정보배 본선에 올랐다. 2021년 8월에 8단으로 승단했다.